# Seznam kancléřů Německa
Seznam kancléřů Německa představuje chronologický přehled osob, které zastávaly úřad kancléře.

## Seznam německých kancléřů

### Severoněmecký spolek
| Spolkový kancléř  | Spolkový kancléř  | Spolkový kancléř | Spolkový kancléř |
| Portrét           | Jméno             | Nástup do úřadu  | Opuštění úřadu   |
| ----------------- | ----------------- | ---------------- | ---------------- |
| Otto von Bismarck | Otto von Bismarck | 1. července 1867 | 15. dubna 1871   |

### Německé císařství
| Říšský kancléř | Říšský kancléř                        | Říšský kancléř                        | Říšský kancléř    | Říšský kancléř    |
| Č.             | Portrét                               | Jméno                                 | Nástup do úřadu   | Opuštění úřadu    |
| -------------- | ------------------------------------- | ------------------------------------- | ----------------- | ----------------- |
| 1.             | Otto von Bismarck                     | Otto von Bismarck                     | 16. dubna 1871    | 20. března 1890   |
| 2.             | Leo von Caprivi                       | Leo von Caprivi                       | 20. března 1890   | 26. října 1894    |
| 3.             | Chlodwig zu Hohenlohe-Schillingsfürst | Chlodwig zu Hohenlohe-Schillingsfürst | 29. října 1894    | 17. října 1900    |
| 4.             | Bernhard von Bülow                    | Bernhard von Bülow                    | 17. října 1900    | 14. července 1909 |
| 5.             | Theobald von Bethmann-Hollweg         | Theobald von Bethmann-Hollweg         | 14. července 1909 | 13. července 1917 |
| 6.             | Georg Michaelis                       | Georg Michaelis                       | 14. července 1917 | 1. listopadu 1917 |
| 7.             | Georg von Hertling                    | Georg von Hertling                    | 1. listopadu 1917 | 30. září 1918     |
| 8.             | Maxmilián Bádenský                    | Maxmilián Bádenský                    | 3. října 1918     | 9. listopadu 1918 |

### Výmarská republika
| Říšský kancléř  | Říšský kancléř  | Říšský kancléř    | Říšský kancléř     | Říšský kancléř |
| Portrét         | Jméno           | Nástup do úřadu   | Opuštění úřadu     | Strana         |
| --------------- | --------------- | ----------------- | ------------------ | -------------- |
| Friedrich Ebert | Friedrich Ebert | 9. listopadu 1918 | 10. listopadu 1918 | SPD            |

| Předseda Rady lidových pověřenců | Předseda Rady lidových pověřenců | Předseda Rady lidových pověřenců | Předseda Rady lidových pověřenců | Předseda Rady lidových pověřenců |
| Portrét                          | Jméno                            | Nástup do úřadu                  | Opuštění úřadu                   | Strana                           |
| -------------------------------- | -------------------------------- | -------------------------------- | -------------------------------- | -------------------------------- |
| Friedrich Ebert                  | Friedrich Ebert                  | 10. listopadu 1918               | 11. února 1919                   | SPD                              |
| Hugo Haase                       | Hugo Haase                       | 10. listopadu 1918               | 29. prosince 1918                | USPD                             |
| Philipp Scheidemann              | Philipp Scheidemann              | 29. prosince 1918                | 7. února 1919                    | SPD                              |

| Říšský ministerský předseda | Říšský ministerský předseda | Říšský ministerský předseda | Říšský ministerský předseda | Říšský ministerský předseda | Říšský ministerský předseda | Říšský ministerský předseda |
| Č.                          | Portrét                     | Jméno                       | Nástup do úřadu             | Opuštění úřadu              | Strana                      | Kabinet                     |
| --------------------------- | --------------------------- | --------------------------- | --------------------------- | --------------------------- | --------------------------- | --------------------------- |
| 1.                          | Philipp Scheidemann         | Philipp Scheidemann         | 13. února 1919              | 20. červen 1919             | SPD                         | Scheidemann                 |
| 2.                          | Gustav Bauer                | Gustav Bauer                | 21. červen 1919             | 14. srpna 1919              | SPD                         | Bauer                       |

| Říšský kancléř | Říšský kancléř        | Říšský kancléř              | Říšský kancléř     | Říšský kancléř     | Říšský kancléř | Říšský kancléř               |
| Č.             | Portrét               | Jméno                       | Nástup do úřadu    | Opuštění úřadu     | Strana         | Kabinet                      |
| -------------- | --------------------- | --------------------------- | ------------------ | ------------------ | -------------- | ---------------------------- |
| 2.             | Gustav Bauer          | Gustav Bauer                | 14. srpna 1919     | 26. března 1920    | SPD            | Bauer                        |
| 3.             | Hermann Müller        | Hermann Müller              | 27. března 1920    | 8. května 1920     | SPD            | Müller I.                    |
| 4.             | Konstantin Fehrenbach | Konstantin Fehrenbach       | 25. června 1920    | 4. května 1921     | Centrum        | Fehrenbach                   |
| 5.             | Joseph Wirth          | Joseph Wirth                | 10. května 1921    | 22. listopadu 1922 | Centrum        | Wirth I. Wirth II.           |
| 6.             | Wilhelm Cuno          | Wilhelm Cuno                | 22. listopadu 1922 | 12. srpna 1923     | -              | Cuno                         |
| 7.             | Gustav Stresemann     | Gustav Stresemann           | 13. dubna 1923     | 23. listopadu 1923 | DVP            | Stresemann I. Stresemann II. |
| 8.             | Wilhelm Marx          | Wilhelm Marx                | 30. listopadu 1923 | 15. ledna 1925     | Centrum        | Marx I. Marx II.             |
| 9.             | Hans Luther           | Hans Luther                 | 15. ledna 1925     | 12. května 1926    | DVP            | Luther I. Luther II.         |
| -              | Otto Geßler           | Otto Geßler pověřen řízením | 12. května 1926    | 17. května 1926    | DDP            |                              |
| 10.            | Wilhelm Marx          | Wilhelm Marx                | 17. května 1926    | 12. června 1928    | Centrum        | Marx III. Marx IV.           |
| 11.            | Hermann Müller        | Hermann Müller              | 28. června 1928    | 27. března 1930    | SPD            | Müller II.                   |
| 12.            | Heinrich Brüning      | Heinrich Brüning            | 30. března 1930    | 30. května 1932    | Centrum        | Brüning I. Brüning II.       |
| 13.            | Franz von Papen       | Franz von Papen             | 1. června 1932     | 17. listopadu 1932 | -              | Papen                        |
| 14.            | Kurt von Schleicher   | Kurt von Schleicher         | 3. prosince 1932   | 28. ledna 1933     | -              | Schleicher                   |

### Nacistické Německo
| Říšský kancléř | Říšský kancléř | Říšský kancléř  | Říšský kancléř    | Říšský kancléř | Říšský kancléř | Říšský kancléř |
| Portrét        | Jméno          | Nástup do úřadu | Opuštění úřadu    | Strana         | Kabinet        |                |
| -------------- | -------------- | --------------- | ----------------- | -------------- | -------------- | -------------- |
| Adolf Hitler   | Adolf Hitler   | 30. ledna 1933  | 31. července 1934 | NSDAP          | Hitler         |                |

| Vůdce a říšský kancléř | Vůdce a říšský kancléř | Vůdce a říšský kancléř | Vůdce a říšský kancléř | Vůdce a říšský kancléř | Vůdce a říšský kancléř | Vůdce a říšský kancléř |
| Portrét                | Jméno                  | Nástup do úřadu        | Opuštění úřadu         | Strana                 | Kabinet                |                        |
| ---------------------- | ---------------------- | ---------------------- | ---------------------- | ---------------------- | ---------------------- | ---------------------- |
| Adolf Hitler           | Adolf Hitler           | 1. srpna 1934          | 30. dubna 1945         | NSDAP                  | Hitler                 |                        |

| Říšský kancléř  | Říšský kancléř  | Říšský kancléř  | Říšský kancléř | Říšský kancléř |
| Portrét         | Jméno           | Nástup do úřadu | Opuštění úřadu | Strana         |
| --------------- | --------------- | --------------- | -------------- | -------------- |
| Joseph Goebbels | Joseph Goebbels | 30. dubna 1945  | 1. května 1945 | NSDAP          |

| Předseda úřadující říšské vlády    | Předseda úřadující říšské vlády | Předseda úřadující říšské vlády | Předseda úřadující říšské vlády | Předseda úřadující říšské vlády | Předseda úřadující říšské vlády | Předseda úřadující říšské vlády |
| Portrét                            | Jméno                           | Nástup do úřadu                 | Opuštění úřadu                  | Strana                          | Kabinet                         |                                 |
| ---------------------------------- | ------------------------------- | ------------------------------- | ------------------------------- | ------------------------------- | ------------------------------- | ------------------------------- |
| Johann Ludwig Schwerin von Krosigk | Lutz Schwerin von Krosigk       | 2. května 1945                  | 23. května 1945                 | NSDAP                           | Krosigk                         |                                 |

### Spolková republika Německo
| Spolkový kancléř | Spolkový kancléř     | Spolkový kancléř     | Spolkový kancléř   | Spolkový kancléř   | Spolkový kancléř | Spolkový kancléř                                           |
| Č.               | Portrét              | Jméno                | Nástup do úřadu    | Opuštění úřadu     | Strana           | Kabinet                                                    |
| ---------------- | -------------------- | -------------------- | ------------------ | ------------------ | ---------------- | ---------------------------------------------------------- |
| 1.               | Konrad Adenauer      | Konrad Adenauer      | 15. září 1949      | 16. října 1963     | CDU              | Adenauer I Adenauer II Adenauer III Adenauer IV Adenauer V |
| 2.               | Ludwig Erhard        | Ludwig Erhard        | 16. října 1963     | 1. prosince 1966   | CDU              | Erhard I Erhard II                                         |
| 3.               | Kurt Georg Kiesinger | Kurt Georg Kiesinger | 1. prosince 1966   | 21. října 1969     | CDU              | Kiesinger                                                  |
| 4.               | Willy Brandt         | Willy Brandt         | 21. října 1969     | 7. května 1974     | SPD              | Brandt I Brandt II                                         |
| -                | Walter Scheel        | Walter Scheel        | 7. května 1974     | 16. května 1974    | FDP              | -                                                          |
| 5.               | Hemut Schmidt        | Helmut Schmidt       | 16. května 1974    | 1. října 1982      | SPD              | Schmidt I Schmidt II Schmidt III                           |
| 6.               | Helmut Kohl          | Helmut Kohl          | 1. října 1982      | 27. října 1998     | CDU              | Kohl I Kohl II Kohl III Kohl IV Kohl V                     |
| 7.               | Gerhard Schröder     | Gerhard Schröder     | 27. října 1998     | 22. listopadu 2005 | SPD              | Schröder I Schröder II                                     |
| 8.               | Angela Merkelová     | Angela Merkelová     | 22. listopadu 2005 | 8. prosince 2021   | CDU              | Merkelová I Merkelová II Merkelová III Merkelová IV        |
| 9.               | Olaf Scholz          | Olaf Scholz          | 8. prosince 2021   | 6. května 2025     | SPD              | Scholz                                                     |
| 10.              | Friedrich Merz       | Friedrich Merz       | 6. května 2025     | úřadující          | CDU              | Merz                                                       |